# WestBam/Diskografie
Diese Diskografie ist eine Übersicht über die musikalischen Werke des deutschen DJs WestBam. Seine erfolgreichste Veröffentlichung ist die für Marusha produzierte Single Over the Rainbow mit über 500.000 verkauften Einheiten.

## Alben

### Studioalben
| Jahr | Titel                            | Höchstplatzierung, Gesamtwochen, AuszeichnungChartplatzierungen (Jahr, Titel, Platzierungen, Wochen, Auszeichnungen, Anmerkungen) | Höchstplatzierung, Gesamtwochen, AuszeichnungChartplatzierungen (Jahr, Titel, Platzierungen, Wochen, Auszeichnungen, Anmerkungen) | Höchstplatzierung, Gesamtwochen, AuszeichnungChartplatzierungen (Jahr, Titel, Platzierungen, Wochen, Auszeichnungen, Anmerkungen) | Höchstplatzierung, Gesamtwochen, AuszeichnungChartplatzierungen (Jahr, Titel, Platzierungen, Wochen, Auszeichnungen, Anmerkungen) | Anmerkungen                                        |
| Jahr | Titel                            | DE | AT | CH | UK | Anmerkungen                                        |
| ---- | -------------------------------- | --- | --- | --- | --- | -------------------------------------------------- |
| 1988 | WestBam                          | — | — | — | — | Erstveröffentlichung: 1988                         |
| 1988 | WestBam in Seoul                 | — | — | — | — | Erstveröffentlichung: 1988                         |
| 1989 | The Cabinet                      | — | — | — | — | Erstveröffentlichung: 11. Oktober 1989             |
| 1991 | The Roof Is on Fire              | — | — | — | — | Erstveröffentlichung: 1991                         |
| 1991 | A Practising Maniac at Work      | — | — | — | — | Erstveröffentlichung: 18. Oktober 1991             |
| 1994 | Bam Bam Bam                      | DE14 (19 Wo.)DE | — | CH36 (4 Wo.)CH | — | Erstveröffentlichung: 30. Mai 1994                 |
| 1997 | We’ll Never Stop Living This Way | DE39 (6 Wo.)DE | — | — | — | Erstveröffentlichung: 10. November 1997            |
| 2002 | Right on                         | DE35 (3 Wo.)DE | — | — | — | Erstveröffentlichung: 9. September 2002            |
| 2005 | Do You Believe in the Westworld  | DE97 (1 Wo.)DE | — | — | — | Erstveröffentlichung: 12. September 2005           |
| 2013 | Götterstrasse                    | DE12 (3 Wo.)DE | — | CH70 (1 Wo.)CH | — | Erstveröffentlichung: 26. April 2013               |
| 2019 | The Risky Sets!!!                | DE21 (1 Wo.)DE | — | — | — | Erstveröffentlichung: 22. Februar 2019             |
| 2021 | Famous Last Songs Vol. 1         | DE45 (1 Wo.)DE | — | — | — | als Westbam/ML Erstveröffentlichung: 25. Juni 2021 |

### Kompilationen
| Jahr | Titel              | Höchstplatzierung, Gesamtwochen, AuszeichnungChartplatzierungen (Jahr, Titel, Platzierungen, Wochen, Auszeichnungen, Anmerkungen) | Höchstplatzierung, Gesamtwochen, AuszeichnungChartplatzierungen (Jahr, Titel, Platzierungen, Wochen, Auszeichnungen, Anmerkungen) | Höchstplatzierung, Gesamtwochen, AuszeichnungChartplatzierungen (Jahr, Titel, Platzierungen, Wochen, Auszeichnungen, Anmerkungen) | Höchstplatzierung, Gesamtwochen, AuszeichnungChartplatzierungen (Jahr, Titel, Platzierungen, Wochen, Auszeichnungen, Anmerkungen) | Anmerkungen                         |
| Jahr | Titel              | DE | AT | CH | UK | Anmerkungen                         |
| ---- | ------------------ | --- | --- | --- | --- | ----------------------------------- |
| 2010 | A Love Story 89–10 | DE67 (2 Wo.)DE | — | — | — | Erstveröffentlichung: 16. Juli 2010 |

Weitere Kompilationen
- 2000: Greatest Hits 2000

### Remixalben
- 1993: Live Mix Sanctuary 1993
- 1996: Ich bin ein Bass-Liner
- 1998: DJF 125 – DJ Freundschaft
- 2003: Super DJ Mix Elektropogo Jam 133.3

### EPs
- 1998: The Technolectro EP No.1
- 2009: Some Classic Shit EP

## Singles
| Jahr | Titel Album                                     | Höchstplatzierung, Gesamtwochen, AuszeichnungChartplatzierungen (Jahr, Titel, Album, Platzierungen, Wochen, Auszeichnungen, Anmerkungen) | Höchstplatzierung, Gesamtwochen, AuszeichnungChartplatzierungen (Jahr, Titel, Album, Platzierungen, Wochen, Auszeichnungen, Anmerkungen) | Höchstplatzierung, Gesamtwochen, AuszeichnungChartplatzierungen (Jahr, Titel, Album, Platzierungen, Wochen, Auszeichnungen, Anmerkungen) | Höchstplatzierung, Gesamtwochen, AuszeichnungChartplatzierungen (Jahr, Titel, Album, Platzierungen, Wochen, Auszeichnungen, Anmerkungen) | Anmerkungen                                                             |
| Jahr | Titel Album                                     | DE | AT | CH | UK | Anmerkungen                                                             |
| ---- | ----------------------------------------------- | --- | --- | --- | --- | ----------------------------------------------------------------------- |
| 1989 | And Party… The Cabinet                          | DE33 (12 Wo.)DE | — | — | — | Erstveröffentlichung: 10. Juli 1989                                     |
| 1990 | Hold Me Back The Roof Is on Fire                | — | — | — | UK78 (2 Wo.)UK | Erstveröffentlichung: 15. Januar 1990                                   |
| 1990 | The Roof Is on Fire                             | DE22 (17 Wo.)DE | — | — | UK58 (3 Wo.)UK | Erstveröffentlichung: 7. Mai 1990 mit Samples aus I. O. U.              |
| 1990 | No More Fucking Rock & Roll The Roof Is on Fire | DE82 (3 Wo.)DE | — | — | — | Erstveröffentlichung: 3. Dezember 1990                                  |
| 1991 | I Can’t Stop A Practising Maniac at Work        | DE96 (1 Wo.)DE | — | — | — | Erstveröffentlichung: 28. Oktober 1991                                  |
| 1993 | Celebration Generation Bam Bam Bam              | DE21 (27 Wo.)DE | — | CH6 (17 Wo.)CH | UK48 (3 Wo.)UK | Erstveröffentlichung: 12. November 1993                                 |
| 1994 | Wizards of the Sonic Bam Bam Bam                | DE23 (15 Wo.)DE | — | CH18 (11 Wo.)CH | UK32 (2 Wo.)UK | Erstveröffentlichung: 9. Mai 1994                                       |
| 1994 | Bam Bam Bam                                     | DE41 (9 Wo.)DE | — | — | UK57 (2 Wo.)UK | Erstveröffentlichung: 19. September 1994                                |
| 1995 | Bostich –                                       | DE35 (8 Wo.)DE | — | CH27 (7 Wo.)CH | — | Erstveröffentlichung: 2. Januar 1995 als WestBam’s Hand on Yello        |
| 1996 | Always Music –                                  | DE98 (1 Wo.)DE | — | — | UK51 (2 Wo.)UK | Erstveröffentlichung: 11. März 1996 mit Koon & Stephenson               |
| 1997 | Sunshine We’ll Never Stop Living This Way       | DE5 (16 Wo.)DE | AT25 (6 Wo.)AT | CH10 (9 Wo.)CH | UK98 (1 Wo.)UK | Erstveröffentlichung: 23. Juni 1997 mit Dr. Motte                       |
| 1997 | Hard Times We’ll Never Stop Living This Way     | DE11 (12 Wo.)DE | — | CH47 (1 Wo.)CH | — | Erstveröffentlichung: 20. Oktober 1997 Sample aus Run-DMCs "Hard Times" |
| 1998 | Crash Course We’ll Never Stop Living This Way   | DE53 (5 Wo.)DE | — | — | — | Erstveröffentlichung: 16. Februar 1998                                  |
| 1998 | Wizards of the Sonic –                          | — | — | — | UK43 (2 Wo.)UK | Erstveröffentlichung: 1. Juni 1998 vs. Red Jerry                        |
| 1998 | Love Parade 1998 – One World, One Future –      | DE6 (14 Wo.)DE | — | CH15 (7 Wo.)CH | — | Erstveröffentlichung: 15. Juni 1998 mit Dr. Motte                       |
| 1998 | Agharta – The City of Shamballa –               | DE60 (6 Wo.)DE | — | — | UK92 (1 Wo.)UK | Erstveröffentlichung: 26. Oktober 1998 mit Afrika Bambaataa             |
| 1999 | BeatBoxRocker –                                 | DE13 (16 Wo.)DE | — | — | — | Erstveröffentlichung: 15. Februar 1999                                  |
| 1999 | Love Parade 1999 – Music Is the Key –           | DE27 (8 Wo.)DE | — | — | — | Erstveröffentlichung: 14. Juni 1999 mit Dr. Motte                       |
| 2000 | Lovebass –                                      | DE61 (5 Wo.)DE | — | — | — | Erstveröffentlichung: 29. Mai 2000                                      |
| 2000 | Love Parade 2000 – One World, One Love Parade – | DE9 (10 Wo.)DE | AT32 (6 Wo.)AT | CH83 (5 Wo.)CH | — | Erstveröffentlichung: 12. Juni 2000 mit Dr. Motte                       |
| 2002 | Oldschool, Baby Right On                        | DE21 (9 Wo.)DE | — | — | — | Erstveröffentlichung: 19. August 2002 mit Nena                          |
| 2003 | Recognize Right On                              | DE71 (4 Wo.)DE | — | — | — | Erstveröffentlichung: 10. März 2003 mit Mr. X                           |
| 2003 | Right on / Like Ice in the Sunshine Right On    | DE66 (2 Wo.)DE | — | — | — | Erstveröffentlichung: 15. September 2003                                |
| 2005 | Bang the Loop Do You Believe in the Westworld   | DE73 (5 Wo.)DE | — | — | — | Erstveröffentlichung: 29. August 2005                                   |

Weitere Singles
| - 1987: Do It in the Mix - 1988: Monkey Say, Monkey Do - 1988: Live at Leningrad (mit Popular Mekanik) - 1988: Disco Deutschland - 1989: Cold Train (WestBam pres. Rhythm Asylum) - 1989: Cold Stomper - 1989: Saxophone - 1990: Der Bundespräsidenten-Mix / Der Pink Panther-Mix - 1990: Alarm Clock - 1991: Rock the House - 1991: Test the WestBam - 1992: Let Yourself Go! (Slam Signal Mix) - 1992: Found a Lover / My Life of Crime - 1992: The Mayday Anthem - 1992: Forward Ever Backward Never - 1994: Bam Bam Bam / Raveland (Anspieltips) (mit Marusha) - 1996: Terminator - 1996: Born to Bang - 1996: Alarm Clock | - 1996: Heavy Mental - 1997: …and More (WestBam meets Can) - 1997: Hanging with the Machineheads (WestBam meets Can) - 1999: Do the Rambo / MOM (mit TL Pimps) - 1999: Computerstaat (Coverversion) - 2000: Electro Remixes - 2001: Links 2 3 4 (Rammstein vs. WestBam) - 2004: Dancing with the Rebels (mit Afrika Islam; Beitrag zum Voreinscheid des ESC 2004) - 2005: Orgasm - 2006: It’s Not Easy (mit Superpitcher) - 2006: EK Tour Loops (mit TL Pimps) - 2006: Monkey Say, Monkey Do 2006 (Hoxton Whores vs. WestBam) - 2007: Largo (Für einen Ozeanriesen und 17 Tonnen Sprengstoff) (für Gert Hof) - 2008: Bass Planet - 2010: Don’t Look Back in Anger - 2011: Original Hardcore (mit Moguai) - 2013: You Need the Drugs (feat. Richard Butler) - 2013: Kick It Like a Sensei (feat. Lil Wayne) |

## Produktionen
- 1991: Deskee – Lost in Groove
- 1991: DJ Dick – Weekend
- 1994: Marusha – Cardinal Points of Life
- 1994: Marusha – It Takes Me Away
- 1994: Marusha – Over the Rainbow
- 1994: Marusha – Stars
- 1994: Marusha – The Land We Are Talking About
- 1994: Marusha – Trip to Raveland
- 2010: Betty Blitzkrieg – Ze Glam vs. Westbam

Darüber hinaus schreibt er die meisten seiner Lieder oder die bei denen er involviert ist selbst.
| Jahr | Titel Interpretation     | Höchstplatzierung, Gesamtwochen, AuszeichnungChartplatzierungen (Jahr, Titel, Interpretation, Platzierungen, Wochen, Auszeichnungen, Anmerkungen) | Höchstplatzierung, Gesamtwochen, AuszeichnungChartplatzierungen (Jahr, Titel, Interpretation, Platzierungen, Wochen, Auszeichnungen, Anmerkungen) | Höchstplatzierung, Gesamtwochen, AuszeichnungChartplatzierungen (Jahr, Titel, Interpretation, Platzierungen, Wochen, Auszeichnungen, Anmerkungen) | Höchstplatzierung, Gesamtwochen, AuszeichnungChartplatzierungen (Jahr, Titel, Interpretation, Platzierungen, Wochen, Auszeichnungen, Anmerkungen) | Anmerkungen                                               |
| Jahr | Titel Interpretation     | DE | AT | CH | UK | Anmerkungen                                               |
| ---- | ------------------------ | --- | --- | --- | --- | --------------------------------------------------------- |
| 1994 | Over the Rainbow Marusha | DE3 Platin · (30 Wo.)DE | AT13 (8 Wo.)AT | CH2 (23 Wo.)CH | — | Erstveröffentlichung: 31. Januar 1994 Verkäufe: + 500.000 |
| 1994 | It Takes Me Away Marusha | DE3 (16 Wo.)DE | AT21 (8 Wo.)AT | CH18 (13 Wo.)CH | UK96 (1 Wo.)UK | Erstveröffentlichung: 6. Juni 1994                        |
| 1994 | Trip to Raveland Marusha | DE29 (14 Wo.)DE | — | CH34 (9 Wo.)CH | — | Erstveröffentlichung: 10. Oktober 1994                    |

## Videoalben
- 2002: Oldschool, Baby (Single-DVD)

## Sonstiges
- 2017: Filmmusik zu Magical Mystery oder: Die Rückkehr des Karl Schmidt zusammen mit unter anderem Deichkind und Modeselektor

## Statistik

### Chartauswertung
|                     | DE    | AT    | CH    | UK    |
| ------------------- | ----- | ----- | ----- | ----- |
| Nummer-eins-Alben   | DE—DE | AT—AT | CH—CH | UK—UK |
| Top-10-Alben        | DE—DE | AT—AT | CH—CH | UK—UK |
| Alben in den Charts | DE8DE | AT—AT | CH2CH | UK—UK |

|                       | DE     | AT    | CH    | UK    |
| --------------------- | ------ | ----- | ----- | ----- |
| Nummer-eins-Singles   | DE—DE  | AT—AT | CH—CH | UK—UK |
| Top-10-Singles        | DE3DE  | AT—AT | CH2CH | UK—UK |
| Singles in den Charts | DE22DE | AT2AT | CH7CH | UK9UK |

### Auszeichnungen für Musikverkäufe
Anmerkung: Auszeichnungen in Ländern aus den Charttabellen bzw. Chartboxen sind in ebendiesen zu finden.
| Land/RegionAuszeichnungen für Musikverkäufe (Land/Region, Auszeichnungen, Verkäufe, Quellen) | Gold | Platin  | Verkäufe | Quellen           |
| -------------------------------------------------------------------------------------------- | ---- | ------- | -------- | ----------------- |
| Deutschland (BVMI)                                                                           | —    | Platin1 | 500.000  | musikindustrie.de |
| Insgesamt                                                                                    | —    | Platin1 |          |                   |